# Carpophthoromyia scutellata
Carpophthoromyia scutellata är en tvåvingeart som först beskrevs av Walker 1853.  Carpophthoromyia scutellata ingår i släktet Carpophthoromyia och familjen borrflugor. Inga underarter finns listade.